# 612 (číslo)
Šest set dvanáct je přirozené číslo. Následuje po čísle šest set jedenáct a předchází číslu šest set třináct. Římskými číslicemi se zapisuje DCXII a řeckými číslicemi χιβ.

## Matematika
612 je:
- Abundantní číslo
- Složené číslo
- Nešťastné číslo

## Astronomie
- (612) Veronika je planetka hlavního pásu, kterou objevil v roce 1906 August Kopff

## Roky
- 612
- 612 př. n. l.